# Delmar (Iowa)
Pour les articles homonymes, voir Delmar.
Delmar est une ville du comté de Clinton, en Iowa, aux États-Unis. Elle est incorporée le 10 juin 1876.

## Source de la traduction
- (en) Cet article est partiellement ou en totalité issu de l’article de Wikipédia en anglais intitulé « Delmar, Iowa » (voir la liste des auteurs).